# Konstantin Gruber
Konstantin „Don“ Gruber (* 27. Oktober 1979 in Wien) ist ein ehemaliger Tennisspieler und Nationaltrainer aus Österreich. 
1992 begann Gruber begann seine aktive Tennis-Laufbahn beim Wiener Tennisverband. Als Tennisspieler wurde er für den Davis Cup gegen Norwegen berufen. Nachdem er Anfang 2004 seine sportliche Karriere beendete, agierte er als Trainer und verantwortete unter anderem das Damenteam des österreichischen Tennisverbandes. 2010 beendete er seine Trainerlaufbahn. 
Gruber leitet eine eigene Werbeagentur und agiert als Musiker in der Band Youno. Er ist mit einer Mexikanerin verheiratet und hat zwei Kinder. 